# Erik Holtved
 (juin 2021).
La mise en forme du texte ne suit pas les recommandations de Wikipédia : il faut le « wikifier ».
Les points d'amélioration suivants sont les cas les plus fréquents. Le détail des points à revoir est peut-être précisé sur la page de discussion.
- Les titres sont pré-formatés par le logiciel. Ils ne sont ni en capitales, ni en gras.
- Le texte ne doit pas être écrit en capitales (les noms de famille non plus), ni en gras, ni en italique, ni en « petit »…
- Le gras n'est utilisé que pour surligner le titre de l'article dans l'introduction, une seule fois.
- L'italique est rarement utilisé : mots en langue étrangère, titres d'œuvres, noms de bateaux, etc.
- Les citations ne sont pas en italique mais en corps de texte normal. Elles sont entourées par des guillemets français : « et ».
- Les listes à puces sont à éviter, des paragraphes rédigés étant largement préférés. Les tableaux sont à réserver à la présentation de données structurées (résultats, etc.).
- Les appels de note de bas de page (petits chiffres en exposant, introduits par l'outil «  Source ») sont à placer entre la fin de phrase et le point final[comme ça].
- Les liens internes (vers d'autres articles de Wikipédia) sont à choisir avec parcimonie. Créez des liens vers des articles approfondissant le sujet. Les termes génériques sans rapport avec le sujet sont à éviter, ainsi que les répétitions de liens vers un même terme.
- Les liens externes sont à placer uniquement dans une section « Liens externes », à la fin de l'article. Ces liens sont à choisir avec parcimonie suivant les règles définies. Si un lien sert de source à l'article, son insertion dans le texte est à faire par les notes de bas de page.
- La présentation des références doit suivre les conventions bibliographiques. Il est recommandé d'utiliser les modèles {{Ouvrage}}, {{Chapitre}}, {{Article}}, {{Lien web}} et/ou {{Bibliographie}}. Le mode d'édition visuel peut mettre en forme automatiquement les références.
- Insérer une infobox (cadre d'informations à droite) n'est pas obligatoire pour parachever la mise en page.

Pour une aide détaillée, merci de consulter Aide:Wikification.
Si vous pensez que ces points ont été résolus, vous pouvez retirer ce bandeau et améliorer la mise en forme d'un autre article.
Erik Holtved (surnom groenlandais : Erissuaq ; traduction : "Grand Eric") (21 juin 1899 à Fredericia, Danemark - 24 mai 1981 à Copenhague, Danemark) est un artiste, archéologue, linguiste et ethnologue danois. Il est le premier ethnologue de formation universitaire à étudier les Inughuit, l'Inuit du Groenland le plus septentrional.

## Carrière
Holtved est né à Fredericia, au Danemark en 1899. Artiste précoce, en 1931 il est sélectionné par Knud Rasmussen pour diriger la sixième expédition de Thulé au Groenland qui change le cours de sa vie. Ses voyages sur le terrain au Groenland se sont poursuivis en 1932, 1933, 1934, 1935-1937, et 1946-1947. Il obtient sa maîtrise (1941) et son doctorat (1944) à l'Université de Copenhague.
En tant qu'archéologue, il fait des recherches sur l'archéologie esquimau dans le district de Julianehaab la baie de Disko et la terre d'Inglefield. En 1931, il travaille dans la région du fjord de Lindenows, dans le sud du Groenland, en fouillant 25 maisons et en déterrant 2000 artefacts. Dans les années 1930, il est le premier à identifier la période de l'île Ruin de la Culture de Thulé dans le nord-ouest du Groenland. Il fouille le site Comer's Midden de 1935 à 1937, puis de 1946 à 1947 il arpente la côte du Groenland du glacier Humboldt à Thulé.
En tant que linguiste, Holtved participe à l'étude de la notation phonétique Esquimau-Aleut avec William Thalbitzer et Knut Bergsland. Concernant le folklore esquimau, il publie plusieurs ouvrages savants, dont, Le mythe esquimau sur la femme de la mer, La légende esquimau de Navaranâq, Mythes et contes traduits, et The Polar Eskimos: Language and Folklore qui comprend des textes de chansons.
Dans son livre Esquimokunst: Eskimo Art il étudie l'art esquimau, notamment des objets tels que des poupées, des tupilaqs, des conteneurs, des vêtements et des cartes.
À la retraite de Thalbitzer, Holtved devient professeur d'esquimologie à l'Université de Copenhague.

## Fin de carrière
Il vit pendant un certain temps au 14, Hauser Plads à Copenhague (Danemark). Après avoir pris sa retraite de l'université, Holtved peint à nouveau. Il est mort à Copenhague le 24 mai 1981.

## Travaux partiels
- (1914). Enquêtes archéologiques dans le district de Thulé
- (années 1900). Liste des esquimaux du Mackenzie après Petito
- (1936). L'archéologie esquimau du district de Julianehaab
- (1943). La légende esquimau de Navaranâq
- (1947). Eskimokunst : art esquimau
- (1951). Les Esquimaux polaires, langue et folklore 2, Mythes et contes traduits
- (1952). "Remarques sur le dialecte esquimau polaire", International Journal of American Linguistics
- (1962). Chamanisme esquimau
- (1962). Œuvres ethnographiques d'Otto Fabricius
- (1963). Tornarssuk, une divinité esquimau
- (1967). "Les contributions à l'ethnographie esquimau polaire". Meddelelser om Grønland